# Résultats détaillés des élections législatives pakistanaises de 2008
 (janvier 2019).

## Résultats détaillés à l'Assemblée nationale

### Khyber Pakhtunkhwa
| Circonscription                                                                  | Candidats                   | Candidats                   | Candidats                       | Candidats                       | Candidats                       | Candidats                       | Candidats            | Candidats            | Candidats                | Candidats                | Candidats | Candidats   | Candidats              | Candidats              | Candidats             | Candidats             | Candidats     | Candidats     |
| Circonscription                                                                  | Parti du peuple pakistanais | Parti du peuple pakistanais | Ligue musulmane du Pakistan (N) | Ligue musulmane du Pakistan (N) | Ligue musulmane du Pakistan (Q) | Ligue musulmane du Pakistan (Q) | Parti national Awami | Parti national Awami | Jamiat Ulema-e-Islam (F) | Jamiat Ulema-e-Islam (F) | PPP (S)   | PPP (S)     | Autres partis (nombre) | Autres partis (nombre) | Indépendants (nombre) | Indépendants (nombre) | Participation | Participation |
| -------------------------------------------------------------------------------- | --------------------------- | --------------------------- | ------------------------------- | ------------------------------- | ------------------------------- | ------------------------------- | -------------------- | -------------------- | ------------------------ | ------------------------ | --------- | ----------- | ---------------------- | ---------------------- | --------------------- | --------------------- | ------------- | ------------- |
| Circonscription                                                                  |                             |                             |                                 |                                 |                                 |                                 |                      |                      |                          |                          |           |             |                        |                        |                       |                       |               |               |
| Peshawar-1 (1)                                                                   | 37 682                      | 42,66 %                     | -                               | -                               | -                               | -                               | 44 210               | 50,05 %              | 4 103                    | 4,64 %                   | -         | -           | 630 (3)                | 0,71 %                 | 1 700 (6)             | 1,92 %                | 22,97 %       |               |
| Peshawar-2 (2)                                                                   | 34 443                      | 45,14 %                     | 3 103                           | 4,07 %                          | 1 560                           | 2,04 %                          | 23 992               | 31,45 %              | 7 346                    | 9,63 %                   | -         | -           | -                      | -                      | 5 849 (4)             | 7,67 %                | 24,73 %       |               |
| Peshawar-3 (3)                                                                   | 27 038                      | 29,75 %                     | 12 096                          | 13,31 %                         | 5 679                           | 6,25 %                          | 26 201               | 28,83 %              | 17 383                   | 19,12 %                  | -         | -           | -                      | -                      | 2 498 (4)             | 2,75 %                | 36,25 %       |               |
| Peshawar-4 (4)                                                                   | 18 702                      | 23,46 %                     | -                               | -                               | 18 583                          | 23,31 %                         | 31 598               | 39,63 %              | 9 452                    | 11,86 %                  | -         | -           | -                      | -                      | 2 471 (4)             | 3,10 %                | 30,62 %       |               |
| Nowshera-1 (5)                                                                   | 31 907                      | 33,74 %                     | 4 229                           | 4,47 %                          | 17 397                          | 18,40 %                         | 29 572               | 31,27 %              | 9 192                    | 9,71 %                   | -         | -           | -                      | -                      | 2 273 (2)             | 2,40 %                | 36,95 %       |               |
| Nowshera-2 (6)                                                                   | 20 358                      | 23,91 %                     | -                               | -                               | -                               | -                               | 36 835               | 43,26 %              | -                        | -                        | 27 951    | 32,83 %     | -                      | -                      | -                     | -                     | 37,19 %       |               |
| Charsadda-1 (7)                                                                  | 17 883                      | 20,42 %                     | 3 588                           | 4,10 %                          | -                               | -                               | 57 234               | 65,35 %              | -                        | -                        | 8 882     | 10,14 %     | -                      | -                      | -                     | -                     | 32,32 %       |               |
| Charsadda-2 (8)                                                                  | -                           | -                           | 3 940                           | 5,05 %                          | -                               | -                               | 29 951               | 36,37 %              | 12 239                   | 15,68 %                  | 30 626    | 39,23 % (a) | -                      | -                      | 1 306 (1)             | 1,67 %                | 30,80 %       |               |
| Mardan-1 (9)                                                                     | 24 217                      | 30,39 %                     | 2 532                           | 3,18 %                          | 8 974                           | 11,26 %                         | 31 075               | 39,00 %              | 10 625                   | 13,33 %                  | -         | -           | 1 669 (2)              | 2,09 %                 | 593 (3)               | 0,74 %                | 30,84 %       |               |
| Mardan-2 (10)                                                                    | 23 138                      | 24,63 %                     | 3 782                           | 4,03 %                          | 6 774                           | 7,21 %                          | 21 115               | 22,48 %              | 29 279                   | 31,17 %                  | 6 012     | 6,40 %      | 1 933 (2)              | 2,06 %                 | 1 898 (1)             | 2,02 %                | 37,76 %       |               |
| Mardan-3 (11)                                                                    | 49 060                      | 61,24 %                     | 2 842                           | 3,55 %                          | -                               | -                               | 26 546               | 33,14 %              | -                        | -                        | -         | -           | 437 (1)                | 0,55 %                 | 1 224 (1)             | 1,53 %                | 31,33 %       |               |
| Swabi-1 (12)                                                                     | 7 163                       | 6,56 %                      | -                               | -                               | -                               | -                               | 49 574               | 45,55 %              | 1 462                    | 1,34 %                   | -         | -           | 775 (1)                | 0,71 %                 | 49 872 (1)            | 45,82 %               | 39,26 %       |               |
| Swabi-2 (13)                                                                     | 19 418                      | 18,90 %                     | 14 649                          | 14,26 %                         | -                               | -                               | 26 603               | 25,90 %              | 12 359                   | 12,03 %                  | 10 695    | 10,41 %     | 460 (1)                | 0,45 %                 | 8 782 (1)             | 8,55 %                | 36,65 %       |               |
| Kohat (14)                                                                       | 8 421                       | 8,54 %                      | 1 292                           | 1,31 %                          | -                               | -                               | 30 681               | 31,11 %              | 10 573                   | 10,72 %                  | -         | -           | 166 (1)                | 0,17 %                 | 47 485 (4)            | 48,15 %               | 28,41 %       |               |
| Karak (15)                                                                       | 2 313                       | 2,09 %                      | 22 053                          | 19,94 %                         | 21 497                          | 19,44 %                         | 14 808               | 13,39 %              | 28 665                   | 25,92 %                  | -         | -           | 178 (1)                | 0,16 %                 | 21 074 (2)            | 19,06 %               | 38,78 %       |               |
| Hangu (16)                                                                       | -                           | -                           | -                               | -                               | -                               | -                               | 22 180               | 37,93 %              | 19 513                   | 33,37 %                  | -         | -           | -                      | -                      | 16 783 (3)            | 28,70 %               | 31,80 %       |               |
| Abbottabad-1 (17)                                                                | -                           | -                           | 58 041                          | 43,19 %                         | 34 947                          | 26,00 %                         | -                    | -                    | 1 465                    | 1,09 %                   | -         | -           | 589 (1)                | 0,44 %                 | 36 668 (1)            | 27,28 %               | 42,72 %       |               |
| Abbottabad-2 (18)                                                                | 5 992                       | 3,97 %                      | 72 586                          | 48,08 %                         | 35 480                          | 23,50 %                         | -                    | -                    | 2 373                    | 1,57 %                   | 3 794     | 2,51 %      | 154 (1)                | 0,10 %                 | 30 600 (7)            | 20,27 %               | 44,26 %       |               |
| Haripur (19)                                                                     | -                           | -                           | 98 670                          | 44,35 %                         | 50 631                          | 22,76 %                         | -                    | -                    | -                        | -                        | -         | -           | -                      | -                      | 73 197 (3)            | 32,90 %               | 47,10 %       |               |
| Mansehra-1 (20)                                                                  | 8 114                       | 5,23 %                      | 72 526                          | 46,76 %                         | 73 644                          | 47,48 %                         | -                    | -                    | -                        | -                        | -         | -           | 830 (3)                | 0,54 %                 | -                     | -                     | 36,02 %       |               |
| Mansehra-2 (21)                                                                  | 17 415                      | 12,55 %                     | 51 482                          | 37,10 %                         | 37 592                          | 27,09 %                         | 9 231                | 6,65 %               | -                        | -                        | -         | -           | 581 (1)                | 0,42 %                 | 22 479 (2)            | 16,20 %               | 33,70 %       |               |
| Battagram (22)                                                                   | 489                         | 0,89 %                      | 4 881                           | 8,87 %                          | 22 316                          | 40,54 %                         | -                    | -                    | 20 036                   | 36,40 %                  | -         | -           | -                      | -                      | 7 321 (3)             | 13,30 %               | 36,69 %       |               |
| Kohistan (23)                                                                    | 13 412                      | 25,26 %                     | 6 439                           | 12,13 %                         | 9 625                           | 18,13 %                         | -                    | -                    | 5 418                    | 10,20 %                  | -         | -           | -                      | -                      | 18 192 (1)            | 34,27 %               | 16,70 %       |               |
| Dera Ismail Khan (24)                                                            | 83 560                      | 60,28 %                     | 2 155                           | 1,55 %                          | -                               | -                               | -                    | -                    | 45 990                   | 33,17 %                  | -         | -           | 3 386 (2)              | 2,44 %                 | 3 540 (4)             | 2,55 %                | 41,14 %       |               |
| DIK-Tank (25)                                                                    | 39 450                      | 29,70 %                     | 497                             | 0,37 %                          | 42 831                          | 32,24 %                         | -                    | -                    | 44 673                   | 33,63 %                  | -         | -           | -                      | -                      | 5 379 (7)             | 4,05 %                | 42,93 %       |               |
| Bannu (26)                                                                       | -                           | -                           | -                               | -                               | -                               | -                               | -                    | -                    | 91 484                   | 55,63 %                  | -         | -           | 586 (1)                | 0,36 %                 | 72 393 (4)            | 44,02 %               | 43,42 %       |               |
| Lakki Marwat (27)                                                                | -                           | -                           | -                               | -                               | 61 303                          | 49,62 %                         | 1 597                | 1,29 %               | 52 315                   | 42,34 %                  | -         | -           | -                      | -                      | 8 332 (10)            | 6,74 %                | 47,44 %       |               |
| Buner (28)                                                                       | 18 456                      | 24,68 %                     | 1 994                           | 2,67 %                          | 1 904                           | 2,55 %                          | 21 801               | 29,15 %              | -                        | -                        | 17 241    | 23,05 %     | -                      | -                      | -                     | -                     | 27,04 %       |               |
| Swat-1 (29)                                                                      | 12 774                      | 17,55 %                     | 4 575                           | 6,28 %                          | -                               | -                               | 19 860               | 27,28 %              | 8 592                    | 11,80 %                  | 9 184     | 12,61 %     | 345 (1)                | 0,47 %                 | 17 465 (2)            | 23,99 %               | 18,13 %       |               |
| Swat-2 (30)                                                                      | 24 063                      | 34,72 %                     | 3 014                           | 4,35 %                          | 16 337                          | 23,57 %                         | 3 804                | 5,49 %               | 7 363                    | 10,62 %                  | -         | -           | 3 679 (1)              | 5,31 %                 | 11 054 (4)            | 15,95 %               | 19,80 %       |               |
| Shangla (31)                                                                     | 12 999                      | 19,31 %                     | -                               | -                               | 26 928                          | 40,00 %                         | 15 740               | 23,38 %              | 6 477                    | 9,62 %                   | 2 873     | 4,27 %      | 938 (1)                | 1,39 %                 | 1 364 (2)             | 2,03 %                | 26,04 %       |               |
| Chitral (32)                                                                     | 18 516                      | 21,44 %                     | -                               | -                               | 33 278                          | 38,53 %                         | -                    | -                    | 2 759                    | 3,19 %                   | -         | -           | -                      | -                      | 31 815 (2)            | 36,84 %               | 45,40 %       |               |
| Haut-Dir (33)                                                                    | 27 594                      | 39,45 %                     | 6 508                           | 9,30 %                          | 5 606                           | 8,01 %                          | 8 124                | 11,61 %              | 1 572                    | 2,25 %                   | -         | -           | -                      | -                      | 20 507 (4)            | 29,32 %               | 26,75 %       |               |
| Bas-Dir (34)                                                                     | 38 068                      | 43,53 %                     | -                               | -                               | 3 366                           | 3,85 %                          | 24 480               | 27,99 %              | 11 449                   | 13,09 %                  | 8 702     | 9,95 %      | -                      | -                      | 1 386 (2)             | 1,58 %                | 24,20 %       |               |
| Malakand (35)                                                                    | 34 472                      | 48,73 %                     | 4 800                           | 6,78 %                          | 5 462                           | 7,72 %                          | 5 427                | 7,67 %               | 5 555                    | 7,85 %                   | 15 028    | 21,24 %     | -                      | -                      | -                     | -                     | 31,29 %       |               |
| Députés élus ayant un article : (a) : Aftab Ahmad Khan Sherpao (chef du PPP (S)) |                             |                             |                                 |                                 |                                 |                                 |                      |                      |                          |                          |           |             |                        |                        |                       |                       |               |               |

### Penjab
| |                                          |                                          |                                          |                                          |                                          |                                          |                                          |                                          |                                          |                                          |                                          |                                          |                                          |                                          |                                          |                                          |
| Islamabad-1 (48)                                                                                             | 26 485                                   | 25,37 %                                  | 61 480                                   | 58,88 %                                  | 10 483                                   | 10,04 %                                  | -                                        | -                                        | 278                                      | 0,27 %                                   | 1 898 (5)                                | 1,82 %                                   | 3 785 (14)                               | 3,63 %                                   | 43,72 %                                  |                                          |
| Islamabad-2 (49)                                                                                             | 44 726                                   | 32,99 %                                  | 45 482                                   | 33,54 %                                  | 34 546                                   | 25,48 %                                  | -                                        | -                                        | 979                                      | 0,72 %                                   | 865 (2)                                  | 0,64 %                                   | 9 093 (5)                                | 6,71 %                                   | 56,23 %                                  |                                          |
| Rawalpindi-1 (50)                                                                                            | 77 978                                   | 37,79 %                                  | 99 988                                   | 48,45 %                                  | 28 188                                   | 13,66 %                                  | -                                        | -                                        | -                                        | -                                        | -                                        | -                                        | 202 (1)                                  | 0,09 %                                   | 51,50 %                                  |                                          |
| Rawalpindi-2 (51)                                                                                            | 80 247                                   | 38,82 %                                  | 56 381                                   | 33,71 %                                  | 69 690                                   | 13,66 %                                  | -                                        | -                                        | -                                        | -                                        | -                                        | -                                        | 399 (2)                                  | 0,19 %                                   | 54,28 %                                  |                                          |
| Rawalpindi-3 (52)                                                                                            | 38 052                                   | 20,12 %                                  | 97 747                                   | 51,68 %                                  | 54 988                                   | 29,07 %                                  | -                                        | -                                        | 652                                      | 0,34 %                                   | 382 (1)                                  | 0,20 %                                   | 1 317 (4)                                | 0,70 %                                   | 52,27 %                                  |                                          |
| Rawalpindi-4 (53)                                                                                            | 18 388                                   | 10,48 %                                  | 72 257                                   | 41,19 % (a)                              | 49 068                                   | 27,97 %                                  | -                                        | -                                        | -                                        | -                                        | 238 (1)                                  | 0,14 %                                   | 35 458 (3)                               | 20,21 %                                  | 52,32 %                                  |                                          |
| Rawalpindi-5 (54)                                                                                            | 33 749                                   | 32,67 %                                  | 58 228                                   | 56,37 %                                  | 10 400                                   | 10,07 %                                  | -                                        | -                                        | -                                        | -                                        | 400 (3)                                  | 0,39 %                                   | 510 (7)                                  | 0,49 %                                   | 38,50 %                                  |                                          |
| Rawalpindi-6 (55)                                                                                            | 37 397                                   | 28,43 %                                  | 76 980                                   | 58,53 %                                  | 15 780                                   | 12,00 %                                  | -                                        | -                                        | 748                                      | 0,57 %                                   | 270 (1)                                  | 0,21 %                                   | 501 (3)                                  | 0,38 %                                   | 39,38 %                                  |                                          |
| Rawalpindi-7 (56)                                                                                            | 22 720                                   | 21,11 %                                  | 73 433                                   | 68,23 %                                  | 10 964                                   | 10,19 %                                  | -                                        | -                                        | 213                                      | 0,20 %                                   | 303 (2)                                  | 0,28 %                                   | -                                        | -                                        | 35,06 %                                  |                                          |
| Attock-1 (57)                                                                                                | 13 554                                   | 10,63 %                                  | 38 755                                   | 30,39 %                                  | -                                        | -                                        | -                                        | -                                        | 1 824                                    | 1,43 %                                   | 409 (1)                                  | 0,32 %                                   | 72 991 (4)                               | 57,23 %                                  | 48,76 %                                  |                                          |
| Attock-2 (58)                                                                                                | 50 354                                   | 27,77 %                                  | 59 726                                   | 32,94 %                                  | 70 743                                   | 39,01 %                                  | -                                        | -                                        | 326                                      | 0,18 %                                   | -                                        | -                                        | 181 (1)                                  | 0,10 %                                   | 57,46 %                                  |                                          |
| Attock-3 (59)                                                                                                | 71 400                                   | 45,70 %                                  | 23 640                                   | 15,13 %                                  | 58 880                                   | 37,69 %                                  | -                                        | -                                        | -                                        | -                                        | -                                        | -                                        | 2 308 (1)                                | 1,48 %                                   | 60,68 %                                  |                                          |
| Chakwal-1 (60)                                                                                               | 24 546                                   | 10,13 %                                  | 125 437                                  | 51,78 %                                  | 91 255                                   | 37,67 %                                  | -                                        | -                                        | -                                        | -                                        | -                                        | -                                        | 1 018 (1)                                | 0,42 %                                   | 57,05 %                                  |                                          |
| Chakwal-2 (61)                                                                                               | 28 807                                   | 13,56 %                                  | 92 201                                   | 42,75 %                                  | 91 769                                   | 42,55 %                                  | -                                        | -                                        | -                                        | -                                        | -                                        | -                                        | 2 920 (1)                                | 1,35 %                                   | 57,51 %                                  |                                          |
| Jhelum-1 (62)                                                                                                | 20 080                                   | 11,14 %                                  | 92 479                                   | 51,31 %                                  | 61 524                                   | 34,13 %                                  | -                                        | -                                        | -                                        | -                                        | 418 (1)                                  | 0,23 %                                   | 5 741 (1)                                | 3,19 %                                   | 50,33 %                                  |                                          |
| Jhelum-2 (63)                                                                                                | 24 476                                   | 15,40 %                                  | 79 662                                   | 50,11 %                                  | 51 666                                   | 32,50 %                                  | -                                        | -                                        | -                                        | -                                        | -                                        | -                                        | 3 181 (1)                                | 2,00 %                                   | 41,99 %                                  |                                          |
| Sargodha-1 (64)                                                                                              | 65 628                                   | 37,16 %                                  | 60 460                                   | 34,23 %                                  | 45 390                                   | 25,70 %                                  | -                                        | -                                        | -                                        | -                                        | -                                        | -                                        | 5 127 (2)                                | 2,90 %                                   | 42,18 %                                  |                                          |
| Sargodha-2 (65)                                                                                              | 53 257                                   | 35,69 %                                  | 41 655                                   | 27,91 %                                  | 53 518                                   | 35,86 %                                  | -                                        | -                                        | -                                        | -                                        | -                                        | -                                        | 806 (2)                                  | 0,54 %                                   | 44,80 %                                  |                                          |
| Sargodha-3 (66)                                                                                              | 69 943                                   | 48,08 %                                  | 65 020                                   | 44,70 %                                  | 5 298                                    | 3,64 %                                   | -                                        | -                                        | 59                                       | 0,04 %                                   | 335 (1)                                  | 0,23 %                                   | 4 813 (6)                                | 3,31 %                                   | 36,51 %                                  |                                          |
| Sargodha-4 (67)                                                                                              | 66 392                                   | 38,83 %                                  | 20 225                                   | 11,83 %                                  | 83 594                                   | 48,89 %                                  | -                                        | -                                        | -                                        | -                                        | -                                        | -                                        | 770 (3)                                  | 0,45 %                                   | 46,85 %                                  |                                          |
| Sargodha-5 (68)                                                                                              | -                                        | -                                        | 80 174                                   | 44,41 %                                  | 56 959                                   | 31,55 %                                  | -                                        | -                                        | -                                        | -                                        | 465 (1)                                  | 0,26 %                                   | 42 923 (2)                               | 23,78 %                                  | 48,60 %                                  |                                          |
| Khushab-1 (69)                                                                                               | 3 372                                    | 2,06 %                                   | -                                        | -                                        | 61 076                                   | 37,14 %                                  | -                                        | -                                        | -                                        | -                                        | -                                        | -                                        | 99 576 (2)                               | 60,71 %                                  | 59,92 %                                  |                                          |
| Khushab-2 (70)                                                                                               | 6 070                                    | 3,78 %                                   | 66 361                                   | 41,34 %                                  | -                                        | -                                        | -                                        | -                                        | -                                        | -                                        | -                                        | -                                        | 88 093 (2)                               | 54,88 %                                  | 60,75 %                                  |                                          |
| Mianwali-1 (71)                                                                                              | 4 260                                    | 2,62 %                                   | 2 087                                    | 1,28 %                                   | -                                        | -                                        | -                                        | -                                        | -                                        | -                                        | -                                        | -                                        | 156 117 (2)                              | 96,09 %                                  | 50,82 %                                  |                                          |
| Mianwali-2 (72)                                                                                              | -                                        | -                                        | 44 868                                   | 28,02 %                                  | 46 931                                   | 29,31 %                                  | -                                        | -                                        | -                                        | -                                        | 1 007 (1)                                | 0,63 %                                   | 67 323 (3)                               | 42,04 %                                  | 53,83 %                                  |                                          |
| Bhakkar-1 (73)                                                                                               | 1 538                                    | 0,89 %                                   | 82 740                                   | 47,76 %                                  | -                                        | -                                        | -                                        | -                                        | -                                        | -                                        | -                                        | -                                        | 88 945 (2)                               | 51,35 %                                  | 67,33 %                                  |                                          |
| Bhakkar-2 (74)                                                                                               | -                                        | -                                        | 86 688                                   | 45,92 %                                  | -                                        | -                                        | -                                        | -                                        | -                                        | -                                        | -                                        | -                                        | 102 088 (4)                              | 54,08 %                                  | 64,81 %                                  |                                          |
| Faisalabad-1 (75)                                                                                            | 83 699                                   | 54,41 %                                  | -                                        | -                                        | 68 196                                   | 44,33 %                                  | -                                        | -                                        | -                                        | -                                        | -                                        | -                                        | 1 943 (5)                                | 1,26 %                                   | 58,83 %                                  |                                          |
| Faisalabad-2 (76)                                                                                            | 43 294                                   | 31,12 %                                  | 37 734                                   | 27,13 %                                  | 41 068                                   | 29,52 %                                  | -                                        | -                                        | -                                        | -                                        | -                                        | -                                        | 17 012 (8)                               | 12,23 %                                  | 56,11 %                                  |                                          |
| Faisalabad-3 (77)                                                                                            | 23 959                                   | 17,30 %                                  | 49 807                                   | 35,93 %                                  | 63 776                                   | 46,05 %                                  | -                                        | -                                        | -                                        | -                                        | 167 (1)                                  | 0,12 %                                   | 781 (7)                                  | 0,56 %                                   | 58,91 %                                  |                                          |
| Faisalabad-4 (78)                                                                                            | 79 127                                   | 55,88 %                                  | 2 852                                    | 2,01 %                                   | 59 231                                   | 41,83 %                                  | -                                        | -                                        | -                                        | -                                        | 388 (1)                                  | 0,27 %                                   | -                                        | -                                        | 53,80 %                                  |                                          |
| Faisalabad-5 (79)                                                                                            | 27 078                                   | 18,19 %                                  | 27 869                                   | 18,72 %                                  | 29 267                                   | 19,66 %                                  | -                                        | -                                        | -                                        | -                                        | -                                        | -                                        | 64 653 (4)                               | 43,43 %                                  | 56,56 %                                  |                                          |
| Faisalabad-6 (80)                                                                                            | 36 970                                   | 26,62 %                                  | 44 927                                   | 32,35 %                                  | 56 724                                   | 40,84 %                                  | -                                        | -                                        | -                                        | -                                        | -                                        | -                                        | 276 (1)                                  | 0,20 %                                   | 54,75 %                                  |                                          |
| Faisalabad-7 (81)                                                                                            | 65 322                                   | 45,11 %                                  | 23 305                                   | 16,10 %                                  | 55 646                                   | 38,43 %                                  | -                                        | -                                        | -                                        | -                                        | -                                        | -                                        | 203 (1)                                  | 0,14 %                                   | 60,64 %                                  |                                          |
| Faisalabad-8 (82)                                                                                            | 55 073                                   | 41,45 %                                  | 62 889                                   | 47,34 %                                  | 14 609                                   | 11,00 %                                  | -                                        | -                                        | -                                        | -                                        | 219 (2)                                  | 0,16 %                                   | 63 (1)                                   | 0,05 %                                   | 47,04 %                                  |                                          |
| Faisalabad-9 (83)                                                                                            | 56 910                                   | 40,61 %                                  | 55 861                                   | 39,86 %                                  | 26 599                                   | 18,98 %                                  | -                                        | -                                        | -                                        | -                                        | 146 (1)                                  | 0,10 %                                   | 629 (4)                                  | 0,45 %                                   | 45,96 %                                  |                                          |
| Faisalabad-10 (84)                                                                                           | 38 421                                   | 34,28 %                                  | 59 616                                   | 53,20 %                                  | 11 925                                   | 10,64 %                                  | -                                        | -                                        | -                                        | -                                        | 215 (1)                                  | 0,19 %                                   | 1 891 (5)                                | 1,69 %                                   | 45,40 %                                  |                                          |
| Faisalabad-11 (85)                                                                                           | 46 461                                   | 35,49 %                                  | 72 197                                   | 55,15 %                                  | 11 139                                   | 8,51 %                                   | -                                        | -                                        | -                                        | -                                        | 1 110 (1)                                | 0,85 %                                   | -                                        | -                                        | 46,45 %                                  |                                          |
| Jhang-1 (86)                                                                                                 | 57 583                                   | 41,53 %                                  | 40 829                                   | 29,45 %                                  | 26 599                                   | 19,18 %                                  | -                                        | -                                        | -                                        | -                                        | -                                        | -                                        | 40 274 (2)                               | 29,04 %                                  | 45,14 %                                  |                                          |
| Jhang-2 (87)                                                                                                 | 55 621                                   | 39,16 %                                  | -                                        | -                                        | 63 515                                   | 44,72 %                                  | -                                        | -                                        | -                                        | -                                        | -                                        | -                                        | 22 886 (2)                               | 16,11 %                                  | 47,60 %                                  |                                          |
| Jhang-3 (88)                                                                                                 | 56 892                                   | 35,35 %                                  | 7 995                                    | 4,97 %                                   | 72 162                                   | 44,84 %                                  | -                                        | -                                        | -                                        | -                                        | -                                        | -                                        | 23 885 (2)                               | 14,84 %                                  | 45,46 %                                  |                                          |
| Jhang-4 (89)                                                                                                 | 9 363                                    | 7,47 %                                   | 15 743                                   | 12,55 %                                  | 51 976                                   | 41,44 %                                  | -                                        | -                                        | -                                        | -                                        | 46 (1)                                   | 0,04 %                                   | 7 598 (8)                                | 6,06 %                                   | 41,51 %                                  |                                          |
| Jhang-5 (90)                                                                                                 | -                                        | -                                        | 3 152                                    | 2,41 %                                   | 58 099                                   | 44,40 %                                  | -                                        | -                                        | 4 545                                    | 3,47 %                                   | -                                        | -                                        | 65 053 (2)                               | 49,72 %                                  | 49,30 %                                  |                                          |
| Jhang-6 (91)                                                                                                 | 65 253                                   | 43,35 %                                  | 9 458                                    | 6,28 %                                   | 75 803                                   | 50,36 %                                  | -                                        | -                                        | -                                        | -                                        | -                                        | -                                        | -                                        | -                                        | 48,51 %                                  |                                          |
| Toba Tek Singh-1 (92)                                                                                        | 42 180                                   | 24,93 %                                  | 57 203                                   | 33,81 %                                  | 69 827                                   | 41,27 %                                  | -                                        | -                                        | -                                        | -                                        | -                                        | -                                        | -                                        | -                                        | 60,15 %                                  |                                          |
| Toba Tek Singh-2 (93)                                                                                        | 17 994                                   | 10,60 %                                  | 84 061                                   | 49,54 %                                  | 64 287                                   | 37,89 %                                  | -                                        | -                                        | -                                        | -                                        | -                                        | -                                        | 3 348 (4)                                | 1,97 %                                   | 60,41 %                                  |                                          |
| Toba Tek Singh-3 (94)                                                                                        | 59 348                                   | 32,18 %                                  | 59 284                                   | 32,14 %                                  | 63 444                                   | 34,40 %                                  | -                                        | -                                        | -                                        | -                                        | -                                        | -                                        | 2 354 (7)                                | 1,28 %                                   | 60,15 %                                  |                                          |
| Gujranwala-1 (95)                                                                                            | 44 034                                   | 40,83 %                                  | 51 705                                   | 47,94 %                                  | 6 852                                    | 6,35 %                                   | -                                        | -                                        | 337                                      | 0,31 %                                   | 1 400 (3)                                | 1,30 %                                   | 3 519 (7)                                | 3,26 %                                   | 33,40 %                                  |                                          |
| Gujranwala-2 (96)                                                                                            | 32 898                                   | 32,78 %                                  | 61 972                                   | 61,74 %                                  | -                                        | -                                        | -                                        | -                                        | 2 600                                    | 2,59 %                                   | 1 199 (1)                                | 1,19 %                                   | 1 704 (10)                               | 1,70 %                                   | 29,70 %                                  |                                          |
| Gujranwala-3 (97)                                                                                            | 41 545                                   | 36,60 %                                  | 48 701                                   | 42,90 %                                  | 21 626                                   | 19,05 %                                  | -                                        | -                                        | -                                        | -                                        | 149 (1)                                  | 0,13 %                                   | 1 505 (3)                                | 1,33 %                                   | 34,02 %                                  |                                          |
| Gujranwala-4 (98)                                                                                            | 68 509                                   | 46,93 %                                  | 46 992                                   | 32,19 %                                  | 30 259                                   | 20,73 %                                  | -                                        | -                                        | -                                        | -                                        | 66 (2)                                   | 0,05 %                                   | 162 (4)                                  | 0,11 %                                   | 40,96 %                                  |                                          |
| Gujranwala-5 (99)                                                                                            | 44 705                                   | 30,66 %                                  | 60 219                                   | 41,30 %                                  | 39 986                                   | 27,42 %                                  | -                                        | -                                        | 144                                      | 0,10 %                                   | 690 (1)                                  | 0,47 %                                   | 80 (1)                                   | 0,05 %                                   | 43,80 %                                  |                                          |
| Gujranwala-6 (100)                                                                                           | 32 511                                   | 21,70 %                                  | 6 315                                    | 4,22 %                                   | 53 285                                   | 35,57 %                                  | -                                        | -                                        | 205                                      | 0,14 %                                   | -                                        | -                                        | 57 486 (2)                               | 38,37 %                                  | 48,05 %                                  |                                          |
| Gujranwala-7 (101)                                                                                           | 37 554                                   | 23,32 %                                  | 71 792                                   | 44,59 %                                  | 48 813                                   | 30,32 %                                  | -                                        | -                                        | -                                        | -                                        | -                                        | -                                        | 2 851 (2)                                | 1,77 %                                   | 43,83 %                                  |                                          |
| Hafizabad-1 (102)                                                                                            | 21 567                                   | 17,87 %                                  | 56 313                                   | 46,66 %                                  | 42 808                                   | 35,47 %                                  | -                                        | -                                        | -                                        | -                                        | -                                        | -                                        | -                                        | -                                        | 61,20 %                                  |                                          |
| Hafizabad-2 (103)                                                                                            | 10 181                                   | 8,39 %                                   | 54 411                                   | 44,83 %                                  | 56 791                                   | 46,79 %                                  | -                                        | -                                        | -                                        | -                                        | -                                        | -                                        | -                                        | -                                        | 63,37 %                                  |                                          |
| Gujrat-1 (104)                                                                                               | 63 374                                   | 37,39 %                                  | 8 927                                    | 5,24 %                                   | 96 379                                   | 56,58 %                                  | -                                        | -                                        | -                                        | -                                        | -                                        | -                                        | 1 667 (2)                                | 0,98 %                                   | 55,07 %                                  |                                          |
| Gujrat-2 (105)                                                                                               | 79 735                                   | 54,55 %                                  | -                                        | -                                        | 65 738                                   | 44,97 %                                  | -                                        | -                                        | -                                        | -                                        | -                                        | -                                        | 706 (2)                                  | 0,48 %                                   | 45,32 %                                  |                                          |
| Gujrat-3 (106)                                                                                               | 89 555                                   | 51,94 %                                  | 10 506                                   | 6,09 %                                   | 71 016                                   | 41,19 %                                  | -                                        | -                                        | -                                        | -                                        | -                                        | -                                        | 1 352 (3)                                | 0,78 %                                   | 55,54 %                                  |                                          |
| Gujrat-4 (107)                                                                                               | 14 948                                   | 9,14 %                                   | 75 205                                   | 45,98 %                                  | 69 101                                   | 42,25 %                                  | -                                        | -                                        | -                                        | -                                        | -                                        | -                                        | 4 298 (4)                                | 2,63 %                                   | 52,77 %                                  |                                          |
| Mandi Bahauddin-1 (108)                                                                                      | 73 951                                   | 40,49 %                                  | -                                        | -                                        | 39 789                                   | 21,78 %                                  | -                                        | -                                        | -                                        | -                                        | 197 (1)                                  | 0,11 %                                   | 68 722 (2)                               | 37,62 %                                  | 55,41 %                                  |                                          |
| Mandi Bahauddin-2 (109)                                                                                      | 74 163                                   | 44,94 %                                  | 21 239                                   | 12,87 %                                  | 67 489                                   | 40,90 %                                  | -                                        | -                                        | -                                        | -                                        | 197 (1)                                  | 0,12 %                                   | 2 122 (2)                                | 1,29 %                                   | 54,76 %                                  |                                          |
| Sialkot-1 (110)                                                                                              | 32 157                                   | 28,01 %                                  | 73 007                                   | 63,58 %                                  | 9 498                                    | 8,27 %                                   | -                                        | -                                        | -                                        | -                                        | 163 (1)                                  | 0,14 %                                   | -                                        | -                                        | 42,80 %                                  |                                          |
| Sialkot-2 (111)                                                                                              | 78 925                                   | 48,19 %                                  | 38 193                                   | 23,32 %                                  | 46 372                                   | 28,31 %                                  | -                                        | -                                        | -                                        | -                                        | -                                        | -                                        | 293 (1)                                  | 0,18 %                                   | 55,70 %                                  |                                          |
| Sialkot-3 (112)                                                                                              | 29 477                                   | 17,90 %                                  | 92 182                                   | 55,97 %                                  | 42 713                                   | 25,93 %                                  | -                                        | -                                        | -                                        | -                                        | -                                        | -                                        | 323 (1)                                  | 0,20 %                                   | 55,63 %                                  |                                          |
| Sialkot-4 (113)                                                                                              | 31 996                                   | 20,59 %                                  | 77 819                                   | 50,07 %                                  | 39 186                                   | 25,21 %                                  | -                                        | -                                        | -                                        | -                                        | -                                        | -                                        | 6 413 (6)                                | 4,13 %                                   | 55,02 %                                  |                                          |
| Sialkot-5 (114)                                                                                              | 55 797                                   | 31,86 %                                  | 62 362                                   | 35,61 %                                  | 56 343                                   | 32,18 %                                  | -                                        | -                                        | 410                                      | 0,23 %                                   | -                                        | -                                        | 201 (1)                                  | 0,11 %                                   | 59,34 %                                  |                                          |
| Narowal-1 (115)                                                                                              | 10 960                                   | 9,85 %                                   | 59 688                                   | 53,65 %                                  | 40 205                                   | 36,14 %                                  | -                                        | -                                        | -                                        | -                                        | -                                        | -                                        | 403 (3)                                  | 0,36 %                                   | 56,87 %                                  |                                          |
| Narowal-2 (116)                                                                                              | 9 553                                    | 8,35 %                                   | 22 369                                   | 19,56 %                                  | 37 138                                   | 32,48 %                                  | -                                        | -                                        | -                                        | -                                        | -                                        | -                                        | 45 290 (2)                               | 39,61 %                                  | 53,73 %                                  |                                          |
| Narowal-3 (117)                                                                                              | 10 604                                   | 9,32 %                                   | 66 633                                   | 58,55 %                                  | 36 231                                   | 31,83 %                                  | -                                        | -                                        | -                                        | -                                        | -                                        | -                                        | 341 (2)                                  | 0,30 %                                   | 55,30 %                                  |                                          |
| Lahore-1 (118)                                                                                               | 24 712                                   | 26,61 %                                  | 55 900                                   | 60,20 %                                  | 11 075                                   | 11,93 %                                  | -                                        | -                                        | -                                        | -                                        | 181 (2)                                  | 0,19 %                                   | 994 (7)                                  | 1,07 %                                   | 37,70 %                                  |                                          |
| Lahore-2 (119)                                                                                               | Hamza Shabaz Sharif élu sans opposition. | Hamza Shabaz Sharif élu sans opposition. | Hamza Shabaz Sharif élu sans opposition. | Hamza Shabaz Sharif élu sans opposition. | Hamza Shabaz Sharif élu sans opposition. | Hamza Shabaz Sharif élu sans opposition. | Hamza Shabaz Sharif élu sans opposition. | Hamza Shabaz Sharif élu sans opposition. | Hamza Shabaz Sharif élu sans opposition. | Hamza Shabaz Sharif élu sans opposition. | Hamza Shabaz Sharif élu sans opposition. | Hamza Shabaz Sharif élu sans opposition. | Hamza Shabaz Sharif élu sans opposition. | Hamza Shabaz Sharif élu sans opposition. | Hamza Shabaz Sharif élu sans opposition. | Hamza Shabaz Sharif élu sans opposition. |
| Lahore-3 (120)                                                                                               | 24 380                                   | 25,32 %                                  | 65 946                                   | 65,38 %                                  | 4 270                                    | 4,44 %                                   | -                                        | -                                        | 843                                      | 0,88 %                                   | 776 (2)                                  | 0,81 %                                   | 60 (2)                                   | 0,06 %                                   | 36,28 %                                  |                                          |
| Lahore-4 (121)                                                                                               | 27 934                                   | 25,76 %                                  | 72 227                                   | 66,60 %                                  | 7 559                                    | 6,97 %                                   | -                                        | -                                        | 128                                      | 0,12 %                                   | -                                        | -                                        | 605 (4)                                  | 0,56 %                                   | 36,18 %                                  |                                          |
| Lahore-5 (122)                                                                                               | 24 963                                   | 21,45 %                                  | 79 506                                   | 68,33 %                                  | 10 657                                   | 9,16 %                                   | -                                        | -                                        | 84                                       | 0,07 %                                   | 923 (2)                                  | 0,79 %                                   | 226 (4)                                  | 0,19 %                                   | 35,62 %                                  |                                          |
| Lahore-6 (123)                                                                                               | 187                                      | 0,19 %                                   | 67 707                                   | 70,26 %                                  | -                                        | -                                        | -                                        | -                                        | 76                                       | 0,08 %                                   | 89 (1)                                   | 0,09 %                                   | 28 308 (6)                               | 29,38 %                                  | 33,80 %                                  |                                          |
| Lahore-7 (124)                                                                                               | 23 412                                   | 21,99 %                                  | 71 342                                   | 67,01 %                                  | 10 881                                   | 10,22 %                                  | -                                        | -                                        | -                                        | -                                        | -                                        | -                                        | 823 (2)                                  | 0,77 %                                   | 39,27 %                                  |                                          |
| Lahore-8 (125)                                                                                               | 24 592                                   | 22,31 %                                  | 70 752                                   | 64,18 %                                  | 13 702                                   | 12,43 %                                  | -                                        | -                                        | 72                                       | 0,07 %                                   | 279 (2)                                  | 0,25 %                                   | 375 (4)                                  | 0,34 %                                   | 35,86 %                                  |                                          |
| Lahore-9 (126)                                                                                               | 25 056                                   | 20,94 %                                  | 69 718                                   | 58,25 %                                  | 23 657                                   | 19,77 %                                  | -                                        | -                                        | -                                        | -                                        | 517 (1)                                  | 0,43 %                                   | 736 (9)                                  | 0,61 %                                   | 33,20 %                                  |                                          |
| Lahore-10 (127)                                                                                              | 21 698                                   | 23,32 %                                  | 53 602                                   | 57,61 %                                  | 13 707                                   | 14,73 %                                  | -                                        | -                                        | -                                        | -                                        | 235 (1)                                  | 0,25 %                                   | 3 810 (7)                                | 4,09 %                                   | 33,82 %                                  |                                          |
| Lahore-11 (128)                                                                                              | 37 608                                   | 30,67 %                                  | 65 727                                   | 53,60 %                                  | 18 252                                   | 14,89 %                                  | -                                        | -                                        | -                                        | -                                        | -                                        | -                                        | 1 030 (5)                                | 0,84 %                                   | 45,54 %                                  |                                          |
| Lahore-12 (129)                                                                                              | 36 604                                   | 39,06 %                                  | 25 918                                   | 27,66 %                                  | 29 058                                   | 31,01 %                                  | -                                        | -                                        | 783                                      | 0,84 %                                   | 556 (1)                                  | 0,59 %                                   | 798 (1)                                  | 0,85 %                                   | 47,85 %                                  |                                          |
| Lahore-13 (130)                                                                                              | 44 692                                   | 45,21 %                                  | 41 041                                   | 41,52 %                                  | 12 613                                   | 12,76 %                                  | -                                        | -                                        | -                                        | -                                        | -                                        | -                                        | 505 (4)                                  | 0,51 %                                   | 43,62 %                                  |                                          |
| Shekhupura-1 (131)                                                                                           | 23 506                                   | 20,25 %                                  | 50 638                                   | 43,62 %                                  | 40 898                                   | 35,23 %                                  | -                                        | -                                        | -                                        | -                                        | -                                        | -                                        | 1 044 (5)                                | 0,90 %                                   | 55,35 %                                  |                                          |
| Shekhupura-2 (132)                                                                                           | 34 084                                   | 31,53 %                                  | 48 193                                   | 44,58 %                                  | 24 260                                   | 22,44 %                                  | -                                        | -                                        | -                                        | -                                        | -                                        | -                                        | 1 570 (8)                                | 1,45 %                                   | 49,34 %                                  |                                          |
| Shekhupura-3 (133)                                                                                           | 16 228                                   | 16,57 %                                  | 44 786                                   | 45,73 %                                  | 24 260                                   | 24,77 %                                  | -                                        | -                                        | -                                        | -                                        | 130 (1)                                  | 0,13 %                                   | 8 785 (7)                                | 8,97 %                                   | 45,73 %                                  |                                          |
| Shekhupura-4 (134)                                                                                           | 21 752                                   | 20,72 %                                  | 47 925                                   | 45,65 %                                  | 32 928                                   | 31,37 %                                  | -                                        | -                                        | -                                        | -                                        | 156 (1)                                  | 0,15 %                                   | 2 220 (4)                                | 2,11 %                                   | 51,66 %                                  |                                          |
| Shekhupura-5 (135)                                                                                           | 42 588                                   | 34,22 %                                  | 46 739                                   | 37,55 %                                  | 24 748                                   | 19,88 %                                  | -                                        | -                                        | -                                        | -                                        | 151 (1)                                  | 0,12 %                                   | 4 237 (4)                                | 3,40 %                                   | 54,79 %                                  |                                          |
| Shekhupura-6 (136)                                                                                           | 24 911                                   | 21,44 %                                  | 49 681                                   | 42,76 %                                  | 39 371                                   | 33,89 %                                  | -                                        | -                                        | -                                        | -                                        | 1 752 (1)                                | 1,51 %                                   | 459 (6)                                  | 0,40 %                                   | 54,83 %                                  |                                          |
| Shekhupura-7 (137)                                                                                           | 24 829                                   | 19,87 %                                  | 69                                       | 0,06 %                                   | 44 745                                   | 35,81 %                                  | -                                        | -                                        | -                                        | -                                        | -                                        | -                                        | 55 322 (5)                               | 44,27 %                                  | 55,60 %                                  |                                          |
| Kasur-1 (138)                                                                                                | 30 630                                   | 23,16 %                                  | 58 832                                   | 44,49 %                                  | 39 986                                   | 30,24 %                                  | -                                        | -                                        | -                                        | -                                        | 98 (1)                                   | 0,07 %                                   | 2 697 (6)                                | 2,04 %                                   | 58,45 %                                  |                                          |
| Kasur-2 (139)                                                                                                | 44 002                                   | 37,38 %                                  | 51 436                                   | 43,70 %                                  | 21 012                                   | 17,85 %                                  | -                                        | -                                        | 411                                      | 0,35 %                                   | -                                        | -                                        | 848 (3)                                  | 0,72 %                                   | 50,66 %                                  |                                          |
| Kasur-3 (140)                                                                                                | 41 626                                   | 32,93 %                                  | 29 605                                   | 23,42 %                                  | 32 155                                   | 25,44 %                                  | -                                        | -                                        | -                                        | -                                        | 405 (1)                                  | 0,32 %                                   | 22 617 (5)                               | 17,89 %                                  | 56,41 %                                  |                                          |
| Kasur-4 (141)                                                                                                | 20 084                                   | 15,83 %                                  | 58 807                                   | 46,35 %                                  | 44 468                                   | 35,05 %                                  | -                                        | -                                        | 47                                       | 0,04 %                                   | 1 121 (3)                                | 0,88 %                                   | 2 349 (3)                                | 1,85 %                                   | 52,45 %                                  |                                          |
| Kasur-5 (142)                                                                                                | 24 714                                   | 20,65 %                                  | 45 538                                   | 38,05 %                                  | 47 192                                   | 39,43 %                                  | -                                        | -                                        | -                                        | -                                        | -                                        | -                                        | 2 248 (5)                                | 1,88 %                                   | 54,93 %                                  |                                          |
| Députés élus ayant un article : (a) : Nisar Ali Khan (chef officiel de l'opposition à l'Assemblée nationale) |                                          |                                          |                                          |                                          |                                          |                                          |                                          |                                          |                                          |                                          |                                          |                                          |                                          |                                          |                                          |                                          |

### Sind
| Circonscriptions    | Candidats | Candidats | Candidats | Candidats | Candidats | Candidats | Candidats | Candidats | Candidats | Candidats | Candidats | Candidats | Candidats | Candidats | Candidats | Candidats | Candidats |               |
| Circonscriptions    | Parti du peuple pakistanais | Parti du peuple pakistanais | Ligue musulmane du Pakistan (N) | Ligue musulmane du Pakistan (N) | Ligue musulmane du Pakistan (Q) | Ligue musulmane du Pakistan (Q) | Ligue musulmane du Pakistan (F) | Ligue musulmane du Pakistan (F) | Mouvement Muttahida Qaumi | Mouvement Muttahida Qaumi | Parti national du peuple | Parti national du peuple | Autres partis (nombre) | Autres partis (nombre) | Indépendants (nombre) | Indépendants (nombre) | Participation | Participation |
| ------------------- | --- | --- | --- | --- | --- | --- | --- | --- | --- | --- | --- | --- | --- | --- | --- | --- | --- | ------------- |
| Circonscriptions    | | | | | | | | | | | | | | | | | |               |
| Sukkur-1 (198)      | 74 086 | 68,86 % | 4 138 | 3,85 % | 22 854 | 21,24 % | - | - | 1 862 | 1,73 % | - | - | 4 319 (4) | 4,01 % | 336 (9) | 0,31 % | 41,41 % |               |
| Sukkur-2 (199)      | 93 394 | 72,71 % | 250 | 0,19 % | 34 204 | 26,63 % | - | - | 45 | 0,04 % | 168 | 0,13 % | 238 (2) | 0,19 % | 155 (6) | 0,12 % | 48,59 % |               |
| Ghotki-1 (200)      | 59 022 | 41,43 % | 104 | 0,07 % | 50 223 | 35,26 % | - | - | 31 | 0,02 % | - | - | - | - | 33 074 (10) | 23,22 % | 50,51 % |               |
| Ghotki-2 (201)      | 51 894 | 40,72 % | 105 | 0,08 % | - | - | - | - | 80 | 0,06 % | - | - | - | - | 75 361 (10) | 59,13 % | 46,19 % |               |
| Shikarpur-1 (202)   | 47 379 | 46,55 % | - | - | - | - | - | - | 230 | 0,23 % | 39 405 | 38,72 % | 12 521 (1) | 12,30 % | 2 237 (5) | 2,20 % | 38,62 % |               |
| Shikarpur-2 (203)   | 39 123 | 30,24 % | - | - | 89 921 | 69,50 % | - | - | 90 | 0,07 % | - | - | - | - | 253 (4) | 0,20 % | 51,95 % |               |
| Larkana-1 (204)     | 81 439 | 83,36 % | 184 | 0,19 % | 1 669 | 1,71 % | - | - | 526 | 0,54 % | - | - | 12 494 (3) | 12,79 % | 1 385 (7) | 1,42 % | 26,58 % |               |
| Larkana-2 (205)     | 72 928 | 72,10 % | 98 | 0,10 % | 25 847 | 25,55 % | - | - | 65 | 0,06 % | - | - | 1 259 (1) | 1,24 % | 949 (6) | 0,94 % | 37,54 % |               |
| Larkana-3 (206)     | 49 524 | 65,87 % | 112 | 0,15 % | 23 545 | 31,32 % | - | - | 89 | 0,12 % | - | - | - | - | 1 911 (6) | 2,54 % | 52,13 % |               |
| Larkana-4 (207)     | Scrutin annulé en raison de l'assassinat de Benazir Bhutto, dirigeante du Parti du peuple pakistanais et candidate dans cette circonscription. | Scrutin annulé en raison de l'assassinat de Benazir Bhutto, dirigeante du Parti du peuple pakistanais et candidate dans cette circonscription. | Scrutin annulé en raison de l'assassinat de Benazir Bhutto, dirigeante du Parti du peuple pakistanais et candidate dans cette circonscription. | Scrutin annulé en raison de l'assassinat de Benazir Bhutto, dirigeante du Parti du peuple pakistanais et candidate dans cette circonscription. | Scrutin annulé en raison de l'assassinat de Benazir Bhutto, dirigeante du Parti du peuple pakistanais et candidate dans cette circonscription. | Scrutin annulé en raison de l'assassinat de Benazir Bhutto, dirigeante du Parti du peuple pakistanais et candidate dans cette circonscription. | Scrutin annulé en raison de l'assassinat de Benazir Bhutto, dirigeante du Parti du peuple pakistanais et candidate dans cette circonscription. | Scrutin annulé en raison de l'assassinat de Benazir Bhutto, dirigeante du Parti du peuple pakistanais et candidate dans cette circonscription. | Scrutin annulé en raison de l'assassinat de Benazir Bhutto, dirigeante du Parti du peuple pakistanais et candidate dans cette circonscription. | Scrutin annulé en raison de l'assassinat de Benazir Bhutto, dirigeante du Parti du peuple pakistanais et candidate dans cette circonscription. | Scrutin annulé en raison de l'assassinat de Benazir Bhutto, dirigeante du Parti du peuple pakistanais et candidate dans cette circonscription. | Scrutin annulé en raison de l'assassinat de Benazir Bhutto, dirigeante du Parti du peuple pakistanais et candidate dans cette circonscription. | Scrutin annulé en raison de l'assassinat de Benazir Bhutto, dirigeante du Parti du peuple pakistanais et candidate dans cette circonscription. | Scrutin annulé en raison de l'assassinat de Benazir Bhutto, dirigeante du Parti du peuple pakistanais et candidate dans cette circonscription. | Scrutin annulé en raison de l'assassinat de Benazir Bhutto, dirigeante du Parti du peuple pakistanais et candidate dans cette circonscription. | Scrutin annulé en raison de l'assassinat de Benazir Bhutto, dirigeante du Parti du peuple pakistanais et candidate dans cette circonscription. | Scrutin annulé en raison de l'assassinat de Benazir Bhutto, dirigeante du Parti du peuple pakistanais et candidate dans cette circonscription. |               |
| Jacobabad-1 (208)   | 52 813 | 71,33 % | 3 879 | 5,24 % | 16 482 | 22,26 % | - | - | 109 | 0,15 % | - | - | - | - | 757 (8) | 1,02 % | 28,33 % |               |
| Jacobabad-2 (209)   | 111 578 | 84,73 % | - | - | - | - | 7 385 | 5,61 % | 123 | 0,09 % | - | - | 12 041 (1) | 9,14 % | 571 (4) | 0,43 % | 47,06 % |               |
| Jacobabad-3 (210)   | 43 122 | 43,02 % | 203 | 0,20 % | 56 515 | 56,38 % | - | - | 34 | 0,03 % | - | - | - | - | 362 (7) | 0,36 % | 35,35 % |               |
| Naushero-1 (211)    | 54 268 | 32,98 % | 323 | 0,20 % | - | - | - | - | 65 | 0,04 % | 109 319 | 66,43 % | - | - | 597 (6) | 0,36 % | 44,14 % |               |
| Naushero-2 (212)    | 98 999 | 62,59 % | - | - | 47 286 | 29,90 % | - | - | 136 | 0,09 % | - | - | 2 352 (1) | 1,49 % | 9 390 (5) | 5,94 % | 43,04 % |               |
| Nawabshah-1 (213)   | 108 404 | 66,84 % | 2 528 | 1,56 % | - | - | 47 127 | 29,06 % | 2 425 | 1,50 % | - | - | 1 106 (1) | 0,68 % | 606 (8) | 0,37 % | 47,59 % |               |
| Nawabshah-2 (214)   | 81 194 | 61,83 % | 678 | 0,52 % | 47 075 | 35,85 % | - | - | 136 | 0,10 % | - | - | 1 509 (1) | 1,15 % | 606 (5) | 0,46 % | 47,10 % |               |
| Khairpur-1 (215)    | 98 782 | 70,26 % | 3 006 | 2,14 % | - | - | 34 014 | 24,19 % | 60 | 0,04 % | - | - | 4 045 (1) | 2,88 % | 695 (5) | 0,49 % | 39,16 % |               |
| Khairpur-2 (216)    | 79 033 | 44,33 % | 126 | 0,07 % | - | - | 97 347 | 54,60 % | 6 | 0,01 % | - | - | - | - | 1 321 (5) | 0,74 % | 48,25 % |               |
| Khairpur-3 (217)    | 77 125 | 58,01 % | 187 | 0,14 % | - | - | 51 183 | 38,50 % | 146 | 0,11 % | - | - | 2 795 (2) | 2,10 % | 1 629 (4) | 1,22 % | 40,53 % |               |
| Hyderabad-1 (218)   | 97 717 | 76,91 % | 26 510 | 20,87 % | - | - | - | - | 146 | 0,11 % | - | - | 1 131 (2) | 0,89 % | 780 (6) | 0,61 % | 49,29 % |               |
| Hyderabad-2 (219)   | 25 343 | 12,94 % | 1 706 | 0,87 % | - | - | - | - | 168 136 | 85,83 % | - | - | 429 (3) | 0,22 % | 269 (2) | 0,14 % | 56,08 % |               |
| Hyderabad-3 (220)   | 24 108 | 13,79 % | 2 215 | 0,87 % | 665 | 0,38 % | - | - | 147 040 | 84,13 % | - | - | 534 (2) | 0,31 % | 219 (3) | 0,13 % | 48,53 % |               |
| Hyderabad-4 (221)   | 102 737 | 85,93 % | 797 | 0,67 % | 10 609 | 8,87 % | - | - | 3 223 | 2,70 % | - | - | 330 (1) | 0,28 % | 1 863 (3) | 1,56 % | 37,12 % |               |
| Hyderabad-5 (222)   | 84 041 | 74,05 % | - | - | 26 391 | 23,25 % | - | - | 138 | 0,12 % | - | - | 2 189 (1) | 1,93 % | 731 (5) | 0,64 % | 36,52 % |               |
| Hyderabad-6 (223)   | 84 669 | 64,69 % | 171 | 0,13 % | 44 502 | 34,00 % | - | - | 178 | 0,14 % | - | - | 338 (2) | 0,26 % | 1 015 (8) | 0,78 % | 48,99 % |               |
| Badin-1 (224)       | 87 102 | 67,00 % | 891 | 0,68 % | - | - | 37 369 | 28,74 % | 105 | 0,08 % | - | - | - | - | 4 547 (7) | 3,50 % | 41,80 % |               |
| Badin-2 (225)       | 88 983 | 76,16 % | 372 | 0,32 % | 24 488 | 20,96 % | - | - | 79 | 0,07 % | - | - | - | - | 2 922 (7) | 2,50 % | 41,90 % |               |
| Mirpur Khas-1 (226) | 78 543 | 54,57 % | - | - | - | - | 26 385 | 18,33 % | 38 309 | 26,62 % | - | - | 124 (1) | 0,09 % | 573 (10) | 0,40 % | 41,76 % |               |
| Mirpur Khas-2 (227) | 82 697 | 66,20 % | 10 359 | 8,29 % | 31 159 | 24,94 % | - | - | 91 | 0,07 % | - | - | 10 (1) | 0,01 % | 617 (12) | 0,49 % | 38,80 % |               |
| Mirpur Khas-3 (228) | 75 080 | 57,32 % | 825 | 0,63 % | - | - | 24 210 | 18,48 % | 22 | 0,02 % | - | - | - | - | 30 849 (14) | 23,55 % | 48,40 % |               |
| Tharparkar-1 (229)  | 28 411 | 17,26 % | - | - | 135 697 | 82,44 % | - | - | - | - | - | - | 111 (1) | 0,07 % | 378 (6) | 0,23 % | 65,03 % |               |
| Tharparkar-2 (230)  | 43 436 | 28,38 % | - | - | 109 580 | 71,59 % | - | - | - | - | - | - | - | - | 41 (11) | 0,03 % | 64,21 % |               |
| Jamshoro-1 (231)    | 138 320 | 76,35 % | 561 | 0,31 % | - | - | - | - | 6 751 | 3,73 % | - | - | 33 361 (1) | 18,42 % | 2 163 (7) | 1,19 % | 37,79 % |               |

### Baloutchistan
| Circonscriptions        | Candidats                   | Candidats                   | Candidats                       | Candidats                       | Candidats                       | Candidats                       | Candidats                | Candidats                | Candidats                | Candidats                | Candidats            | Candidats            | Candidats              | Candidats              | Candidats             | Candidats             | Candidats     |               |
| Circonscriptions        | Parti du peuple pakistanais | Parti du peuple pakistanais | Ligue musulmane du Pakistan (N) | Ligue musulmane du Pakistan (N) | Ligue musulmane du Pakistan (Q) | Ligue musulmane du Pakistan (Q) | Parti national baloutche | Parti national baloutche | Jamiat Ulema-e-Islam (F) | Jamiat Ulema-e-Islam (F) | Parti national Awami | Parti national Awami | Autres partis (nombre) | Autres partis (nombre) | Indépendants (nombre) | Indépendants (nombre) | Participation | Participation |
| ----------------------- | --------------------------- | --------------------------- | ------------------------------- | ------------------------------- | ------------------------------- | ------------------------------- | ------------------------ | ------------------------ | ------------------------ | ------------------------ | -------------------- | -------------------- | ---------------------- | ---------------------- | --------------------- | --------------------- | ------------- | ------------- |
| Circonscriptions        |                             |                             |                                 |                                 |                                 |                                 |                          |                          |                          |                          |                      |                      |                        |                        |                       |                       |               |               |
| Quetta-1 (259)          | 24 936                      | 41,00 %                     | 6 617                           | 10,88 %                         | 11 387                          | 18,72 %                         | -                        | -                        | 4 412                    | 7,25 %                   | 1 459                | 2,40 %               | 589 (1)                | 0,97 %                 | 11 420 (9)            | 18,78 %               | 17,14 %       |               |
| Quetta-2 (260)          | 40 773                      | 40,53 %                     | -                               | -                               | 29 443                          | 29,27 %                         | 485                      | 0,48 %                   | 19 450                   | 19,33 %                  | 1 788                | 1,78 %               | 3 527 (2)              | 3,51 %                 | 5 131 (6)             | 5,10 %                | 25,95 %       |               |
| Pishin-cum-Ziarat (261) | 4 178                       | 5,11 %                      | 1 980                           | 2,42 %                          | 23 350                          | 28,54 %                         | -                        | -                        | 30 611                   | 37,41 %                  | 2 355                | 2,88 %               | -                      | -                      | 19 346 (12)           | 23,64 %               | 28,66 %       |               |
| Killa Abdullah (262)    | 27 548                      | 20,37 %                     | -                               | -                               | 4 880                           | 3,61 %                          | -                        | -                        | 45 590                   | 33,70 %                  | 44 455               | 32,86 %              | -                      | -                      | 13 414 (3)            | 9,92 %                | 34,48 %       |               |